# بی‌خانمان (رمان)

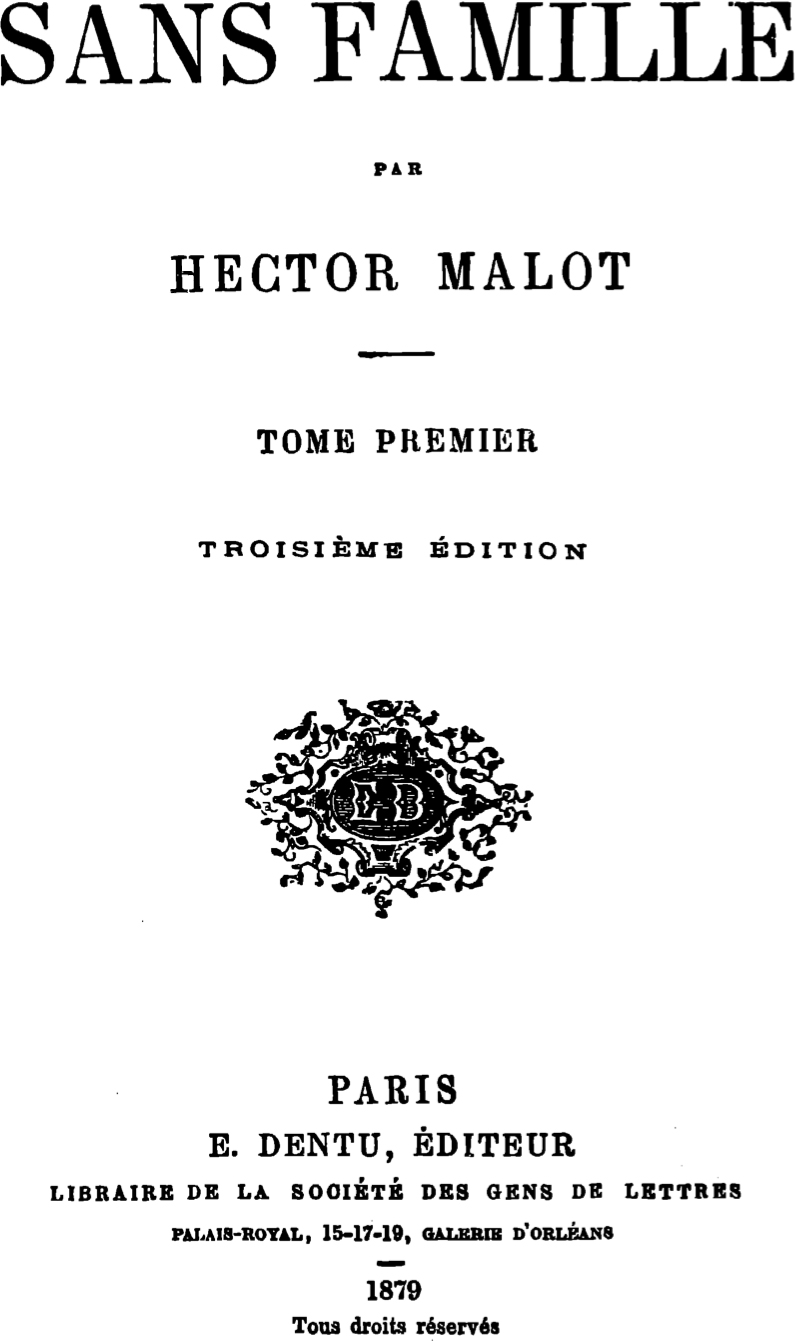

بی‌خانمان (فرانسوی: Sans Famille‎)، یکی از رمان‌های هکتور مالو، رمان‌نویس اهل فرانسه است.

## خلاصه داستان
این اثر، داستان زندگی پسری به نام رِمی را روایت می‌کند که هنگام تولد ربوده می‌شود. بعد از اتفاقاتی گوناگون آقای باربرین و همسرش او را به فرزندی قبول می‌کنند، اما به دلیل تنگدستی، رِمی را به یک نوازندهٔ دوره‌گرد می‌فروشند و در این میان اتفاقاتی جالب برای این پسربچه رخ می‌دهد.